# Valakehvand
Valakehvand (persiska: ولکه وند) är en ort i Iran.   Den ligger i provinsen Kermanshah, i den västra delen av landet, 500 km väster om huvudstaden Teheran. Valakehvand ligger 1 630 meter över havet och antalet invånare är 224.
Terrängen runt Valakehvand är kuperad. Runt Valakehvand är det ganska tätbefolkat, med 60 invånare per kvadratkilometer. Närmaste större samhälle är Eslāmābād-e Gharb, 15,1 km söder om Valakehvand. Omgivningarna runt Valakehvand är i huvudsak ett öppet busklandskap.